# ボストーク1号
ボストーク1号（ボストーク1ごう、ロシア語：Восток-1ヴァストーク・アヂーン、英語：Vostok-1、東方1号の意味）は、1961年にソビエト連邦によって行われた人類初の有人宇宙飛行、およびそのミッションで使用された宇宙船の名称である。宇宙飛行士ユーリイ・ガガーリンを乗せて前人未到の大気圏外へ旅をし、地球周回軌道に乗った。

## ボストーク1号の特徴
ボストークの船体は乗組員用の再突入用モジュール（再突入カプセル）と、計器類、圧縮窒素、圧縮酸素、姿勢制御用のロケットなどがついた機械部から構成された。カプセルは再突入時の加熱に耐えるため断熱材で覆われていた。また、着陸の衝撃が乗組員に悪影響を与える恐れがあるため、カプセルには空中脱出用の射出座席が備えられていた。 もしものミッション失敗の際に軌道で生存することを考慮に入れ10日間の生命維持用の備品を積んでいたが、それによる荷重制限でバックアップ用の逆推進エンジンは無かった。
なお、打ち上げにはクラスター方式のボストークロケット（R-7ミサイルの改良型）が使用された。

## メンバー
- 乗組員：ユーリイ・ガガーリン
- バックアップクルー：ゲルマン・チトフ
- 予備要員：アンドリアン・ニコラエフ

## ミッションハイライト

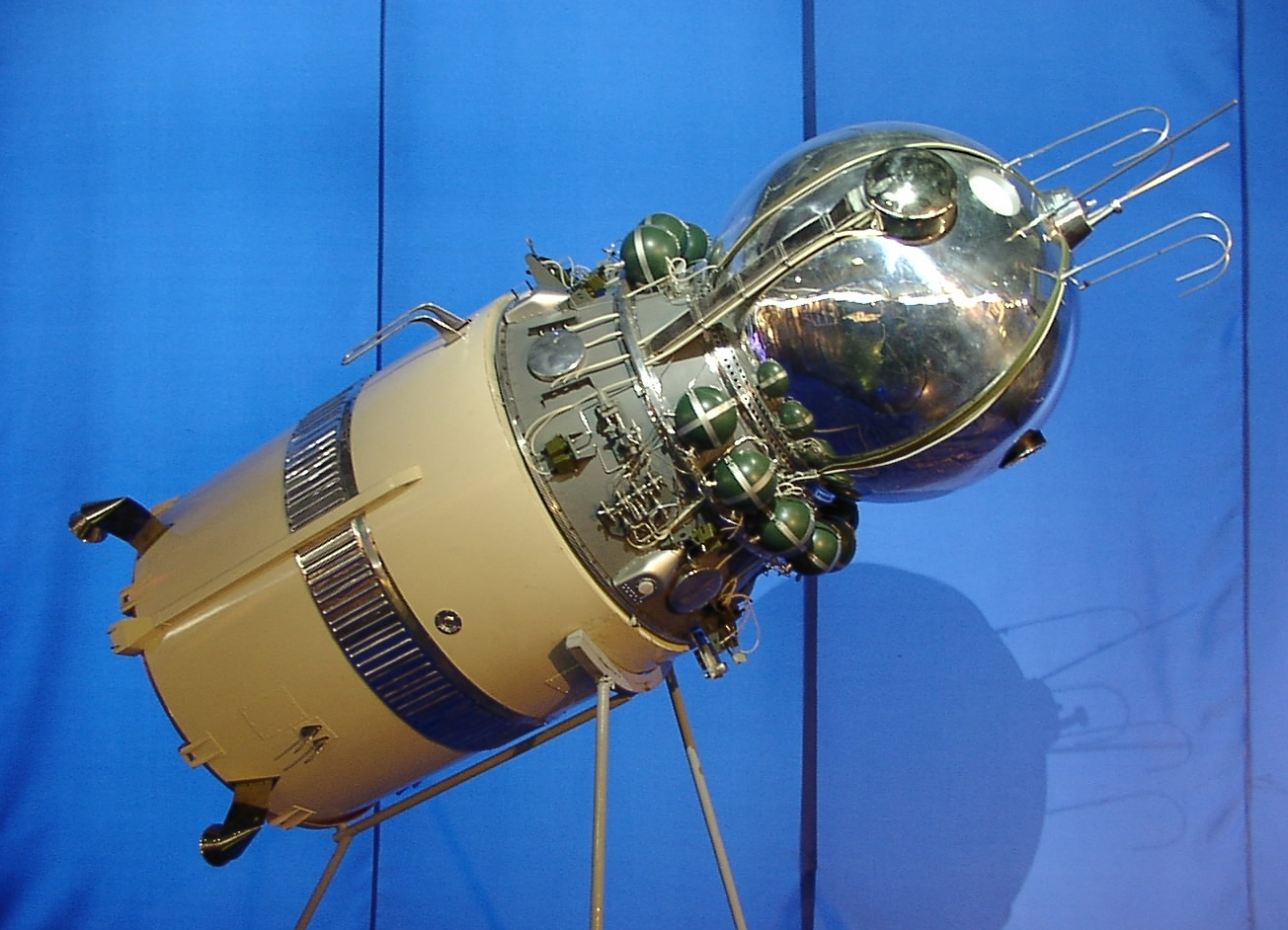
打ち上げロケット最上段と結合した状態のボストーク宇宙船。

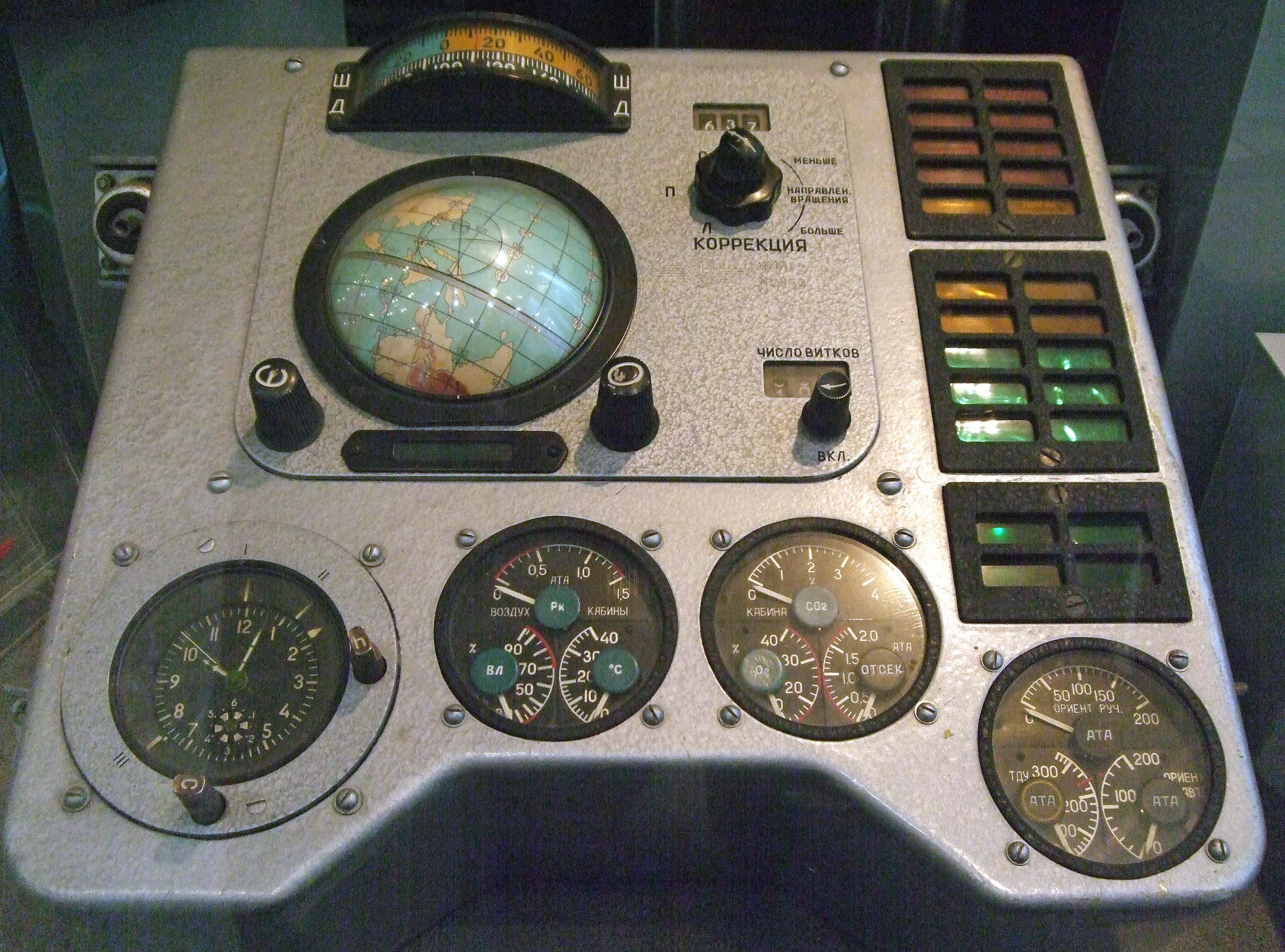
ボストーク宇宙船で使用された計器パネル。

ガガーリンは108分間の飛行の後、無傷で帰還した。地上7kmの位置で射出座席によりカプセルから脱出し、パラシュートで地上に降り立った（カプセルにもパラシュートがついていたが、減速用であり人間用ではなかった）。
ボストーク1号の姿勢制御は自動装置によって行われた。医療班もエンジニアも無重力が人間にどう作用するかがわからなかったためである。このため、緊急時にガガーリン自身が自動コントロールを解除するためのコードも封筒に入れて配置されたものの、地上管制官はパイロットであるガガーリンが飛行制御をするのを防止するために締め出され、打ち上げ25分後まで安定軌道到達したかどうかも知らなかったという。ボストークは自らの軌道を変えることができないため宇宙船に姿勢を任せた。飛行中、ほとんどの姿勢は漂流にまかせた。ボストーク1号の自動システムが動いたのは、飛行中の逆推進のための姿勢制御、その他一時間程度であった。
逆推進は着地予定地より8000km手前、アフリカ西岸アンゴラ付近で42分間ほどの逆噴射によって行われた。再点火の後、再突入モジュール（カプセル部位）に備え付けモジュール（水と酸素のタンク）がワイヤでついたままで残っていることがわかった。この二つは本来10秒後に分離するはずだったが、10分たつまで分離しなかった。ボストーク1号は自然に回転したがモジュールが落ち、ワイヤが燃えてしまったため、適切な再突入状態に戻った。
1961年当時の国際航空連盟 (FAI) のルールでは公式な宇宙飛行となる条件にパイロットは必ず宇宙船と共に着陸することを要求していた。最初、ソ連はガガーリンはボストークと共に着陸したと主張したため、FAIもこれを認めたが、後になってガガーリンは、上記のようにカプセルから脱出して着陸したことが判明している。
ソ連の書記官FAIがボストーク1号の飛行記録を書き込んだ際に、発射場所はバイコヌールで北緯47°22′00″、東経65°29′00″としたが、実際は発射場所はチュラタム（レニンスク）近郊北緯45°55′12.72″、東経63°20′32.32″の位置であり、バイコヌールの南西250kmほどの位置にある。これは宇宙基地の場所を秘匿するために行われたものだと考えられる（なお、その後の1995年カザフスタンとロシアはチュラタムを正式にバイコヌールに改名している）。
再突入時のカプセルは現在コロリョフにあるRKKエネルギヤ博物館で展示されている。

## 関連項目

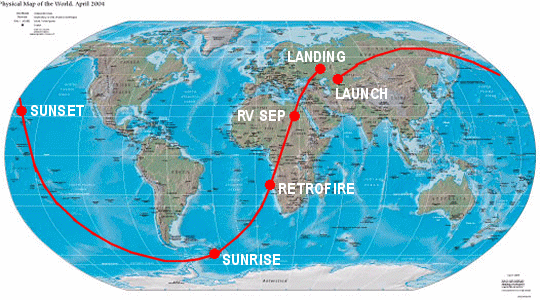
ボストーク1号の飛行経路